# 超音波工業
超音波工業株式会社（ちょうおんぱこうぎょう、英文社名：Ultrasonic Engineering Co.,Ltd.）は、東京都立川市に本社を置く、超音波応用機器を製造・販売する企業である。

## 主力製品・事業
- 超音波ワイヤボンダ
- 超音波洗浄装置
- 超音波プラスチックウエルダ
- 超音波金属接合機
- 超音波計測器
- 超音波応用機器

## 主要事業所
- 本社 - 東京都立川市柏町1-6-1
- 大阪支店 - 大阪府吹田市豊津町1-31 由武（ヨシタケ）ビル7階
- 名古屋支店 - 愛知県名古屋市名東区上菅1-1115

## グループ会社
- 立川超音波（深圳）有限公司

## 沿革
- 1954年（昭和29年） - 山﨑虎雄が東京都港区に超音波研究所を創立。
- 1956年（昭和31年） - 超音波工業株式会社を設立。
- 1957年（昭和32年） - 大阪出張所を開設。
- 1961年（昭和36年） - 東京都立川市砂川町（現柏町）に砂川工場を新設。
- 1963年（昭和38年） - 名古屋出張所を開設（平成2年名古屋営業所に改称）。
- 1965年（昭和40年） - 大阪営業所に改称（昭和50年大阪支店に改称）。
- 1966年（昭和41年） - 砂川工場に本社移転（現本社）。
- 2002年（平成14年） - 超音波ワイヤボンダに対し国際規格ISO9001（2000）を認証取得。
- 2006年（平成18年） - 全社に対し国際規格ISO9001（2000）を認証取得。
- 2009年（平成21年） - ISO9001:2008へ移行。本社に対し環境経営システム「エコステージ」のエコステージ1（2006年版）を認証取得。
- 2010年（平成22年） - 全社に対しエコステージ1（2006年版）を認証取得。
- 2013年（平成25年） - 名古屋営業所を名古屋支店に改称。
- 2015年（平成27年） - エコステージ2（2006年版）へ移行。
- 2017年（平成29年） - エコステージ2（2015年版）へ移行。ISO9001:2015へ移行。
- 2023年（令和05年） - 中国（深圳）に立川超音波（深圳）有限公司を設立。
- 2025年（令和07年） - マレーシアにULTRASONIC ENGINEERING SDN.BHD.を設立。本社敷地内に工場を新設。